# مانیاک موتافیان
مانیاک نُرایری موتافیان (ارمنی: Մանյակ Նորիկի Մութաֆյան؛ زاده ۷ سپتامبر ۱۹۷۷) ریاضی‌دان، کارشناس علوم پرورشی اهل ارمنستان است.

## زندگی‌نامه
وی در ۷ سپتامبر ۱۹۷۷ در لنیناکان در به دنیا آمد .   وی همچنین برنده جوایزی همچون آموزگار شایسته جمهوری ارمنستان (۲۰۱۵) شد.

## یادداشت
1. ↑  Ֆիզմաթ գիտությունների թեկնածու